# Rudow (métro de Berlin)
Pour les articles homonymes, voir Rudow.
Rudow est une station de la ligne 7 du métro de Berlin, située dans le quartier de Rudow au sud-est de la ville.

## Situation sur le réseau
Établie en souterrain, Rudow est une station terminus de la Ligne 7, après la station Zwickauer Damm, en direction de Rathaus Spandau.

## Historique
La station est mise en service le 1er juillet 1972, lors de l'ouverture à l'exploitation du prolongement depuis le précédent terminus de Zwickauer Damm.

## Service des voyageurs

### Accueil
La station comprend un quai central accessible par des ascenseurs et des escaliers mécaniques, notamment aux personnes à mobilité réduite.

### Intermodalité
Elle est en correspondance avec les lignes d'autobus no 162, 172, 260, 271, 371, 372, et 744. D'autre part, la ligne no 171, ainsi que les lignes express X7 et X71 relient la station à l'aéroport Willy-Brandt de Berlin-Brandebourg.